# Le Signal, La Chaux-du-Milieu
Le Signal är en kulle i Schweiz. Den ligger i kantonen Neuchâtel, i den västra delen av landet, 50 km väster om huvudstaden Bern. Toppen på Le Signal är 1 155 meter över havet.